# Tilen Pečnik
Tilen Pečnik, slovenski nogometaš, * 16. maj 1998.
Pečnik je profesionalni nogometaš, ki igra na položaju napadalca. Od leta 2024 je član avstrijskega kluba USV Wies. Ped tem je igral za slovenske klube Celje, Fužinar, Domžale in Aluminij ter avstrijski DSV Leoben. Skupno je v prvi slovenski ligi odigral 100 tekem in dosegel osem golov. Leta 2015 je odigral dve tekmi za slovensko reprezentanco do 18 let.